# Kamienica przy ulicy św. Łazarza 11 w Krakowie
Kamienica przy ulicy św. Łazarza 11 – zabytkowa kamienica znajdująca się w Krakowie, w dzielnicy II Grzegórzki, na Wesołej.
Kamienica została wzniesiony w 1938 roku według projektu architekta Zygmunta Grünberga.
Budynek został wpisany do gminnej ewidencji zabytków. Znajduje się na obszarze Wesołej, której układ urbanistyczny został wpisany 16 lutego 1984 do rejestru zabytków.